# San Diego (Cesar)
Pour les articles homonymes, voir San Diego (homonymie).
San Diego est une municipalité située dans le département de Cesar, en Colombie. Elle fait partie de l'aire métropolitaine de Valledupar créée en 2005.